# Ceaucé
Ceaucé ist eine französische Gemeinde mit 1.164 Einwohnern (Stand: 1. Januar 2022) im Département Orne in der Region Normandie. Sie gehört zum Arrondissement Alençon und zum Kanton Bagnoles-de-l’Orne Normandie. Die Einwohner werden Ceaucéens genannt.

## Geographie
Ceaucé liegt etwa 52 Kilometer westnordwestlich von Alençon. Hier entspringt der Varenne, ein Zufluss des Mayenne. Die Gemeinde gehört zum Regionalen Naturpark Normandie-Maine. Umgeben wird Ceaucé von den Nachbargemeinden Torchamp im Norden und Nordwesten, Saint-Brice im Norden, Avrilly im Norden und Nordosten, La Baroche-sous-Lucé im Osten und Nordosten, Loré im Osten und Südosten, Ambrières-les-Vallées im Süden, Couesmes-Vaucé und Soucé im Südwesten sowie Saint-Fraimbault im Westen.

## Bevölkerungsentwicklung
| Jahr                       | 1962 | 1968 | 1975 | 1982 | 1990 | 1999 | 2006 | 2013 |
| Einwohner                  | 1813 | 1638 | 1470 | 1343 | 1244 | 1248 | 1211 | 1242 |
| Quellen: Cassini und INSEE |      |      |      |      |      |      |      |      |

## Sehenswürdigkeiten
- Menhir, Monument historique
- Kirche Saint-Ernier aus dem 19. Jahrhundert
- Kapelle Saint-Laurent
- Herrenhaus La Grand Pierre, Monument historique
- Herrenhaus La Servière aus dem 14. Jahrhundert, Umbauten aus dem 17. Jahrhundert, Monument historique
- Einsiedlerhaus

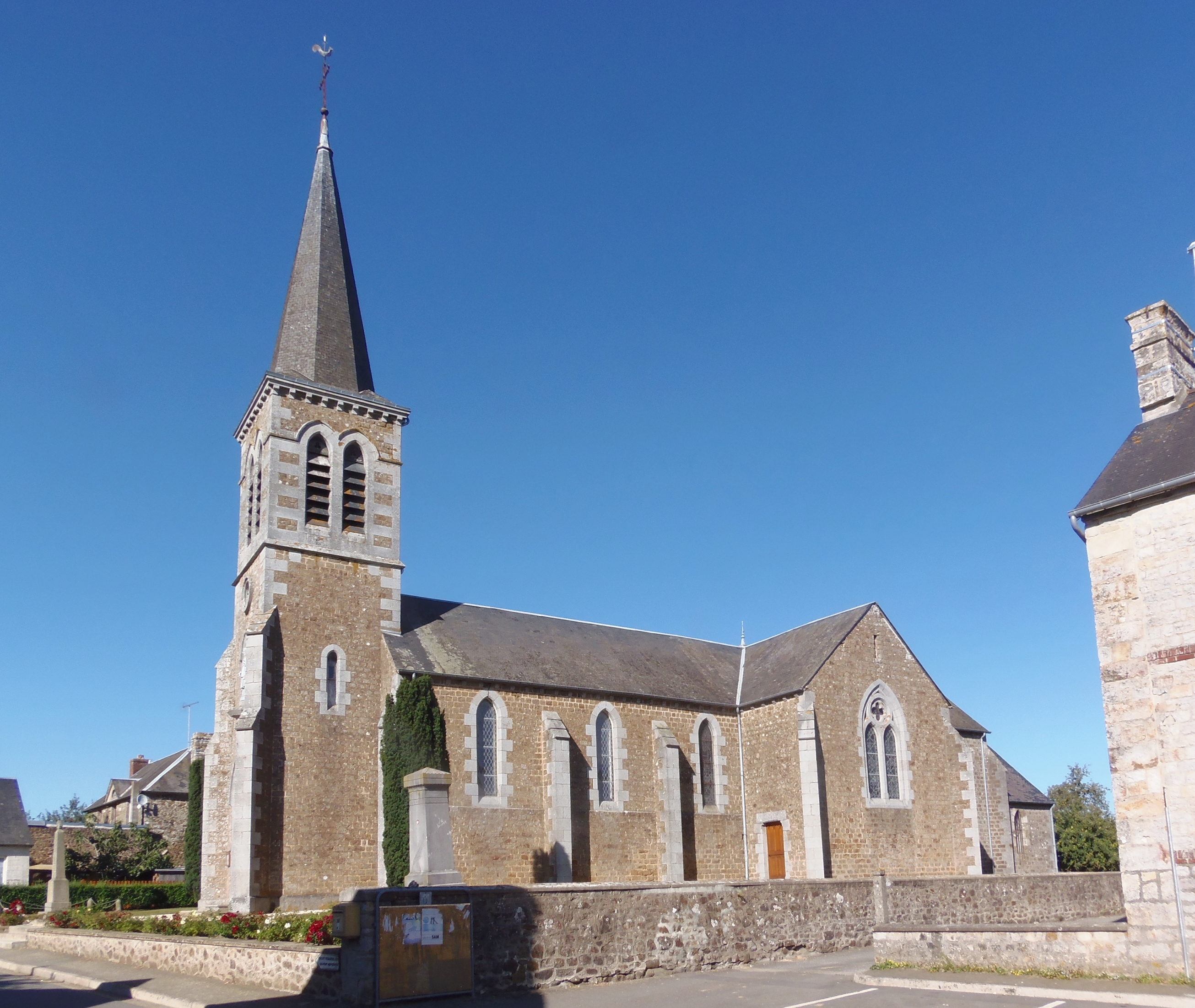
Kirche Saint-Ernier
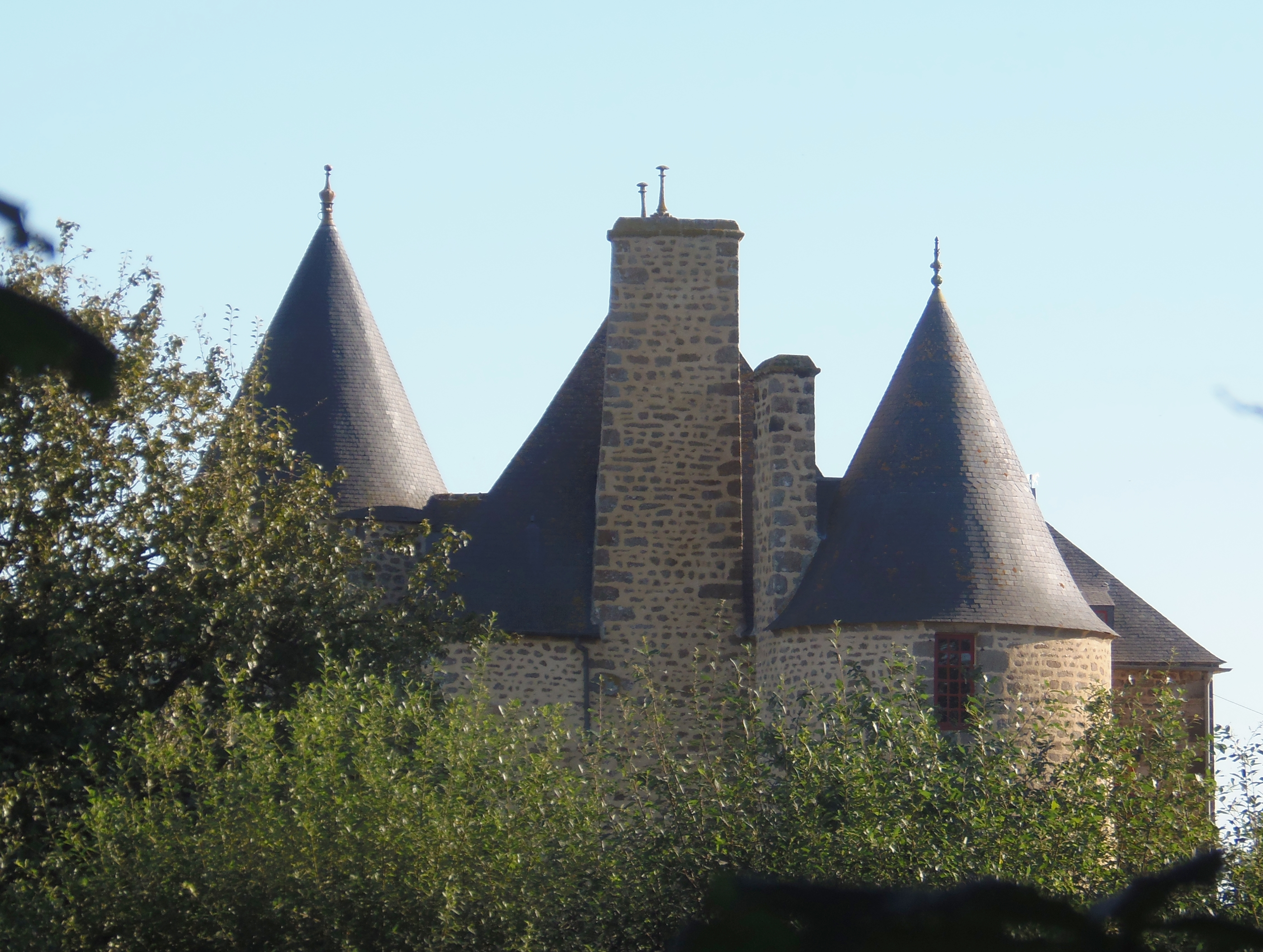
Herrenhaus La Servière

## Persönlichkeiten
- Louis Terrenoire (1908–1992), Informationsminister (1960–1961), Bürgermeister von Ceaucé (1959–1977)

## Gemeindepartnerschaft
Mit der britischen Gemeinde North Petherton in Somerset (England) besteht seit 1994 eine Partnerschaft.